# 益子站

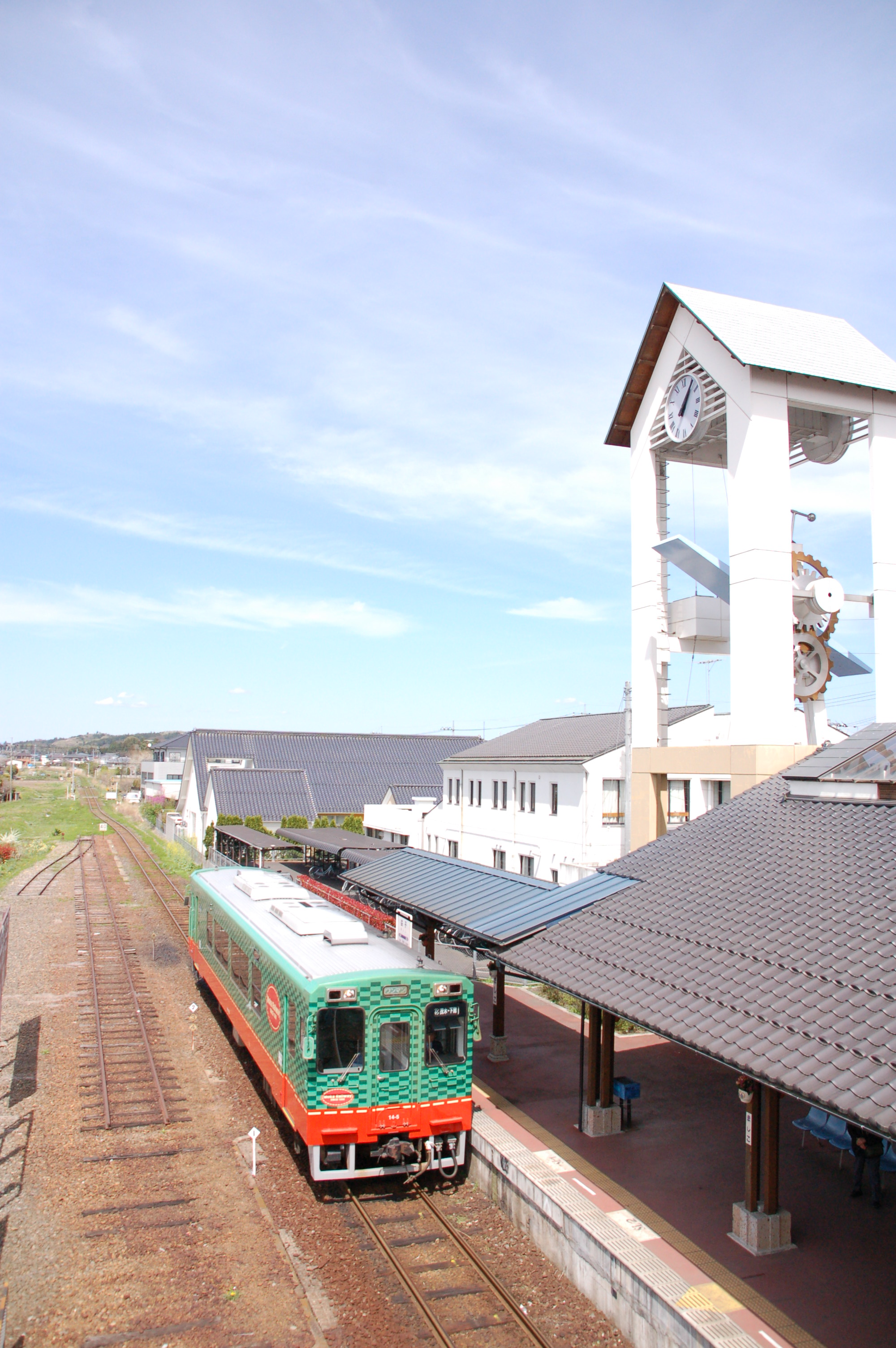
在益子站停站的柴油列車 （2006年4月）

益子站（日语：／ Mashiko eki */?）是位於栃木縣芳賀郡益子町大字益子1591番2號，真岡鐵道的真岡線車站。此站是「SL真岡」停車站。此站被選為關東車站百選。

## 歷史
- 1913年（大正2年）7月11日 - 官設鐵道（國鐵）真岡輕便線（後來為真岡線）開設此站[1]。
- 1987年（昭和62年）4月1日 - 伴隨國鐵分割民營化，車站由東日本旅客鐵道（JR東日本）營運。
- 1988年（昭和63年）4月11日 - 真岡線由真岡鐵道接管，成為真岡鐵道線車站[1]。
- 1998年（平成10年）3月 -　舊車站大樓老化，使大樓重建。
- 1999年（平成11年） - 由於獨特的車站大樓，被選為關東車站百選之一[3]。

## 車站構造
此站是地面車站，設有1面1線的單式月台。此站是有人車站。
但是，除了早上和晚間，日間部分時段沒有車站職員當值。櫃臺營業時間為平日6:50 - 10:25、14:20 - 18:20。星期六、日及假日為8:30 - 17:00。
另外，在候車室內設有益子町觀光協會和餐廳。候車室的2樓設有多用途室，可供租出使用。
曾經此站設有2線月台。兩月台之間設有跨線橋連接。

## 使用狀況
以下為近年乘車人次變化。
| 乘車人員變化 | 乘車人員變化 |
| 年度         | 1日平均人次  |
| ------------ | ------------ |
| 2007         | 180          |
| 2008         | 185          |
| 2009         | 170          |
| 2010         | 176          |
| 2011         | 165          |
| 2012         | 183          |
| 2013         | 193          |
| 2014         | 146          |
| 2015         | 150          |
| 2016         | 152          |
| 2017         | 111          |
| 2018         | 110          |

## 車站周邊
車站位於益子町中心，該處為生產益子燒的集中地方。在車站設有收費租賃單車服務。
- 的士站
- 街之驛（觀光協會） - 喝茶、輕食和休憩設施。
- 投幣儲物櫃 - 位於東西連接通道下和閘口旁2處。
- 公廁 - 位於行人通道，車站儲物櫃旁2處。
- 益子的士 - 可購買東野交通巴士乘車票。
- 新光的士
- 保健的士
- 國道121號（日语：国道121号）
- 島村（日语：しまむら）時尚中心益子店
- 山田電機Teccland益子店（西方步行2分鐘）
- 米利（日语：コメリ）Hard & Green益子店
- 國道294號（日语：国道294号）
- 栃木縣道108號益子停車場線（日语：栃木県道108号益子停車場線） - 栃木縣道41號筑波益子線（日语：栃木県道41号つくば益子線）
- 益子町公所
- 益子郵局

### 益子燒相關設施
- 陶磁器窯之博物館
- 益子燒窯元共販中心
- 陶藝展覽館益子

## 巴士路線
在站前設有益子站前巴士站，關東自動車駛入該巴士站，停靠的巴士路線可前往宇都宮市方向。另外，設有前往東京（秋葉原）方向的高速巴士和笠間稻荷神社入口方向的急行巴士，均由茨城交通運行。
| 乘車處 | 系統                                         | 主要途經                                                             | 目的地     | 巴士公司   | 備註 |
| ------ | -------------------------------------------- | -------------------------------------------------------------------- | ---------- | ---------- | ---- |
|        |                                              | 陶藝展覽館入口、七井站前、東高橋、JR宇都宮駅                         | 宇都宮東武 | 關東自動車 |      |
|        | 關東陶器Liner                                | 茂木逆川館前、笠間購物中心、笠間稻荷神社入口、八潮停車區（TX八潮站） | 秋葉原站   | 茨城交通   |      |
| 急行   | 茂木逆川館前、笠間購物中心、笠間稻荷神社入口 | 笠間站前                                                             | 每日1班    | 茨城交通   |      |

## 相鄰車站
真岡鐵道
真岡線
北山－益子－七井

## 注腳
1. 1 2 3  曾根悟（監修）. 朝日新聞出版分冊百科編集部（編集） , 编. . 週刊朝日百科. 21号 関東鉄道・真岡鐵道・首都圏新都市鉄道・流鉄. 朝日新聞出版. 2011-08-07: 18–19 （日语）.
2. ↑  . 真岡鐵道.   [2017-06-25]. （原始内容存档于2019-09-03） （日语）.
3. ↑  . 讀賣新聞（朝刊） (讀賣新聞社). 1999-09-22: 28 （日语）.
4. ↑  真岡市統計書

## 外部連結
- 益子站 （页面存档备份，存于）（日語） - 真岡鐵道官方網站